# Anselmo García Mac Nulty
Anselmo García Mac Nulty (Sevilla, 19 februari 2003) is een Iers-Spaans voetballer die doorgaans speelt als centrale verdediger. In juli 2023 verruilde hij VfL Wolfsburg voor PEC Zwolle.

## Clubcarrière

### NAC Breda
García Mac Nulty speelde in de jeugd van Real Betis. Hij werd in juli 2019 overgenomen door VfL Wolfsburg. In de zomer van 2022 huurde NAC Breda hem voor een jaar, samen met teamgenoot Fabio Di Michele Sanchez. De centrumverdediger maakte op 6 augustus 2022 zijn professionele debuut namens NAC in de eerste speelronde van de Eerste divisie in het seizoen 2022/23. In het eigen Rat Verlegh Stadion werd gespeeld tegen Helmond Sport en hij mocht van coach Robert Molenaar in de basisopstelling starten en speelde het gehele duel mee. Hij zag teamgenoot Odysseus Velanas het enige doelpunt van de wedstrijd maken: 1–0. Hij speelde achtendertig wedstrijden als huurling voor NAC.

### PEC Zwolle
In de zomer van 2023 verkaste García Mac Nulty naar PEC Zwolle, waar hij zijn handtekening zette onder een verbintenis voor de duur van één seizoen, met een optie op een jaar extra. Binnen vijf maanden na zijn komst werd zijn contract opengebroken en met twee seizoenen verlengd, tot medio 2026. Op 6 april 2024 maakte hij tegen Excelsior zijn eerste doelpunt in zijn profcarrière. Mede door zijn treffer werd met 2–1 gewonnen.

## Clubstatistieken
| Seizoen | Club          | Competitie     | Competitie | Competitie | Beker | Beker | Internationaal | Internationaal | Nacompetitie | Nacompetitie | Totaal | Totaal |
| Seizoen | Club          | Competitie     | Wed.       | Dlp.       | Wed.  | Dlp.  | Wed.           | Dlp.           | Wed.         | Dlp.         | Wed.   | Dlp.   |
| ------- | ------------- | -------------- | ---------- | ---------- | ----- | ----- | -------------- | -------------- | ------------ | ------------ | ------ | ------ |
| 2021/22 | VfL Wolfsburg | Bundesliga     | 0          | 0          | 0     | 0     | 0              | 0              | —            | —            | 0      | 0      |
| 2022/23 | → NAC Breda   | Eerste divisie | 32         | 0          | 3     | 0     | —              | —              | 3            | 0            | 38     | 0      |
| 2023/24 | PEC Zwolle    | Eredivisie     | 31         | 2          | 1     | 0     | —              | —              | —            | —            | 32     | 2      |
| 2024/25 | PEC Zwolle    | Eredivisie     | 34         | 1          | 1     | 0     | —              | —              | —            | —            | 35     | 1      |
| Totaal  | Totaal        | Totaal         | 98         | 3          | 5     | 0     | 0              | 0              | 3            | 0            | 105    | 3      |

Bijgewerkt op 19 mei 2025.